# Ruelle Saint-Médard
La ruelle Saint-Médard (en alsacien : Sankt Medardusgässel) est une voie de Strasbourg rattachée administrativement au quartier Centre, qui va du no 21 de la rue des Veaux à la place du Frère-Médard. Située à environ 90 m au sud-ouest de l'église Saint-Étienne, elle comprend deux segments se coupant à angle droit. Elle est fermée à circulation.

## Toponymie

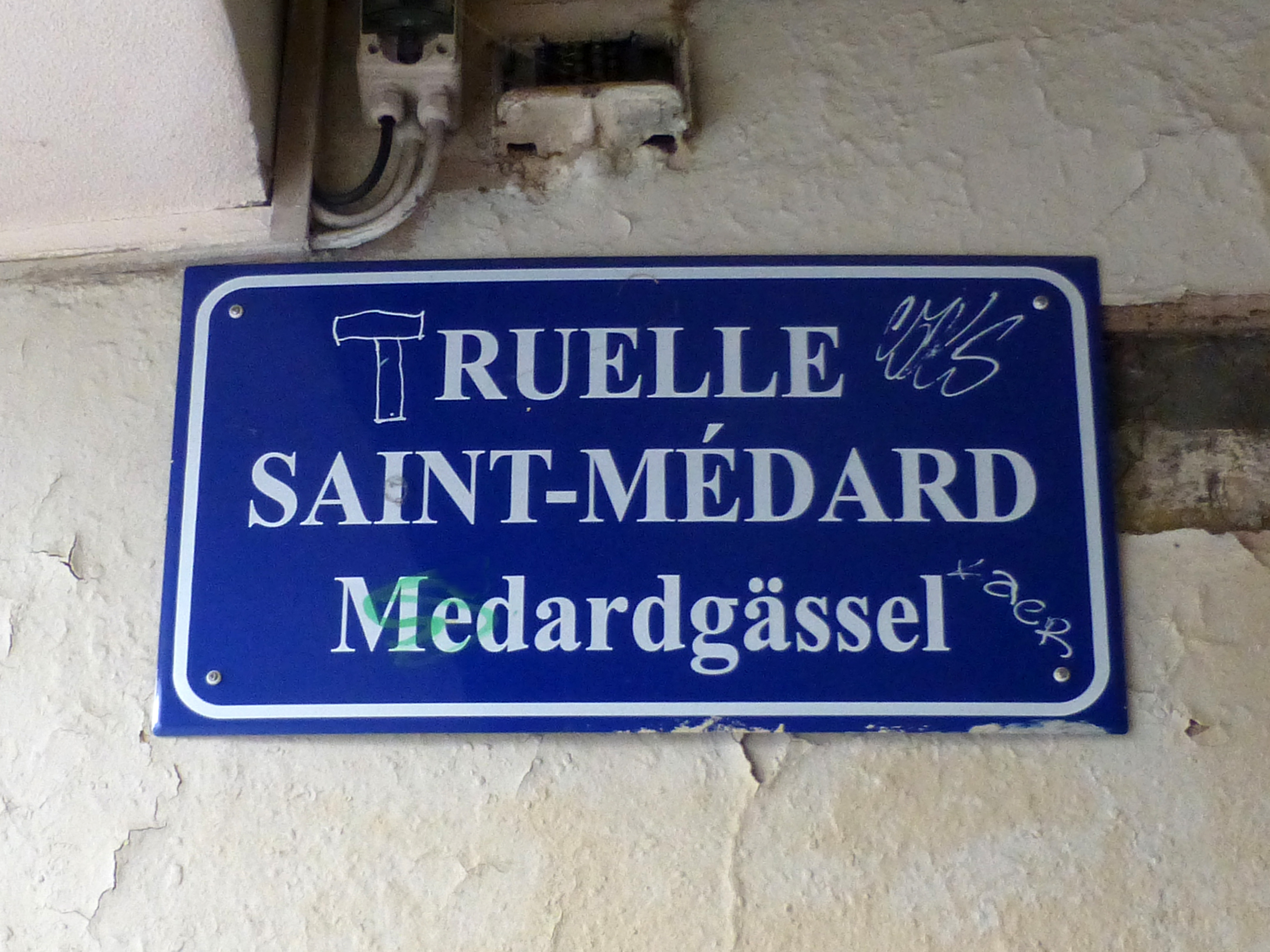
Plaque bilingue, en français et en alsacien.

La rue a connu différentes dénominations, en latin, en allemand ou en français : Vicus cujus caput est domus dicta zu dem Birboum  in parochia S.Stephani (1268), Birboumgesselin (1307), Oleigesselin (1342), Olegesselin (1466), Seelgesselin (1559), Ollgesselin (1580), Ohl oder Boleigesselin (1587), St. Medardusgässlein (1660), Ohlgässel (1740), ruelle Saint-Médard (1792), rue du Faisceau (1793), rue de la Faucille (1794), rue d'Ohler (1806), rue Saint-Médard (1823), ruelle Saint-Médard (1856), Sankt-Medardus-Gässchen (1872), ruelle Saint-Médard (1918), Sankt-Medardus-Gässchen (1940), ruelle Saint-Médard (1945). 

Avant de rendre hommage à saint Médard à partir du XVIIe siècle, le nom de la voie fait d'abord référence, en 1268, à un poirier (Birboum), ou plus exactement à une « ruelle donnant sur la propriété du poirier dans la paroisse Saint-Étienne ». C'est ensuite la maison voisine, Olehus (« maison de l'huile »), qui lui vaut son nom pendant plusieurs siècles (Oleigesselin, Ollgesselin, Ohlgässel), ce qui donne, par extension, « rue d'Ohler » au XIXe siècle,.

## Histoire
Dans cette étroite ruelle, le niveau du pavé est sensiblement plus élevé que celui de la rue des Veaux, car elle aboutissait au chemin de ronde de l'ancienne enceinte romaine.
Notamment grâce aux travaux de Robert Forrer, l'histoire des enceintes édifiées autour du camp militaire de Strasbourg avait déjà posé quelques jalons. Après les bouleversements de la Seconde Guerre mondiale, plusieurs importants chantiers de fouilles archéologiques sont ouverts, notamment sous la place de la Cathédrale et la rue du Sanglier. En 1951 et 1952, Jean-Jacques Hatt lance deux campagnes dans le quartier de la ruelle et de l'impasse Saint-Médard, qui contribuent à leur tour à l'histoire assez complexe d'Argentoratum, dans une période de l'Antiquité tardive marquée par plusieurs destructions. Il explore notamment l'emplacement du fossé de Tibère et d'une voie intérieure du camp (via sagularis) de la période flavienne.
Au XIXe siècle, Adolphe Seyboth avait signalé, au no 3, la présence d'une grande figure en pierre, rudimentaire, encastrée dans le mur de la maison, et se demandait s'il s'agissait d'un saint ou d'un évêque. Jean-Jacques Hatt, au début des années 1950, fait référence à son tour à ce buste monumental qu'il interprète comme celui de la  déesse mère, étudié auparavant par Albert Grenier.

## Personnalités liées à la ruelle
Au no 1 vivait en 1821 un certain Sélleny (Sellénick), professeur de musique et compositeur, probablement le père d'Adolphe Sellenick, chef d'orchestre et fondateur d'une fanfare.